# Vojinovac
Vojinovac (cyr. Војиновац) – wieś w Serbii, w okręgu szumadijskim, w gminie Rača. W 2011 roku liczyła 110 mieszkańców.